# جود نيوز جروب
شركة إنتاج إعلامي مصرية يملكها الإعلامي ورجل الأعمال عماد الدين أديب
تتكون من عدة شركات متخصصه في الإعلام والترفيه منها:
- جود نيوز فور فيلمز - شركة إنتاج سينمائي
- جود نيوز فور ميوزيك - شركة إنتاج موسيقي
- جود نيوز فور سينماز - شركة دور عرض السينمائية
- جود نيوز فور مي - شركه متخصصة في الاعلام الرقمي ومحتوى وتطبيقات الإنترنت
- جود نيوز فور فايننشال
- جود نيوز للخدمة اللحظية للأخبار والمال
- جود نيوز فور تكنولوجي
- جود نيوز للراديو والتليفزيون
- جود نيوز فور ميديا
- جود نيوز تي في (مجلة)

كذلك تدير الشركة عدد من الصحف والمجلات منها مجلة بارتي وكل الناس و Good news cinema وGood news TV وصحف العالم اليوم ونهضة مصر